# Viacheslav Volodin
Viacheslav  Víktorovich Volodin (en ruso: Вячеслав Викторович Володин; nacido el 4 de febrero de 1964) es un político ruso que se ha desempeñado como el décimo presidente de la Duma Estatal desde el 5 de octubre de 2016.
Es un ex asistente del presidente Vladímir Putin y exsecretario general del partido Rusia Unida, fue diputado en la Duma estatal desde 1999 hasta 2011 y desde 2016 hasta la actualidad. Desde 2010 hasta 2012, fue Viceprimer Ministro de Rusia. También es ex primer subjefe de personal de la administración presidencial de Rusia. Se señala que Volodin fue el que diseñó el giro conservador de Putin en su tercer mandato.

## Biografía
Volodin nació el 4 de febrero de 1964 en el pueblo de Alexeyevka, distrito de Jvalinski, óblast de Saratov, en una familia numerosa. Su padre era el capitán de la flota fluvial, muriendo a la edad de 51 años en 1969. Después de la muerte de su padre, fue criado por su padrastro. Su hermana es empleada de una empresa de consultoría y su hermano es un militar jubilado. Todos ellos, según el propio Volodin, viven en el óblast de Saratov. Su madre se graduó en el Colegio Pedagógico de Saratov. Después de completar sus estudios, rechazó una asignación de trabajo en Leningrado y permaneció en su región natal porque no quería dejar sola a su anciana madre. Trabajaba como maestra de primaria en una escuela rural.